# 花岡町 (三重県)
花岡町（はなおかちょう）は三重県飯南郡にあった町。現在の松阪市中心部の南南西一帯、阪内川の右岸にあたる。

## 地理
- 河川：阪内川、金剛川

## 歴史
- 1889年（明治22年）4月1日 - 町村制の施行により、飯高郡駅部田村・小黒田村・内五曲村・田村および大黒田村の大部分（黒田町・小人町を除く）・山室村の大部分の区域をもって花岡村が成立。
- 1896年（明治29年）4月1日 - 所属郡が飯南郡に変更。
- 1932年（昭和7年）7月1日 - 町制施行して花岡町となる。
- 1954年（昭和29年）10月15日 - 松阪市に編入。同日花岡町廃止。

## 経済

### 産業
農業
『大日本篤農家名鑑』によれば、花岡村の篤農家は「亀井徳蔵、野田徳二郎、柳本嘉蔵、三宅音次郎、北村長松、西山長松、久野才助、田中才之助」などがいた。

## 地域

### 教育
- 花岡町立花岡小学校

## 交通

### 鉄道路線
- 近畿日本鉄道
  - 伊勢線：本居神社前駅 - 新松阪駅

町名を冠する花岡駅は松阪市内にあった。

### 道路
- 国道166号

## 出身・ゆかりのある人物
- 田川平三郎（旧姓・高橋、米酒商、神奈川多額納税者、衆議院議員[3]）